# Cajsa von Zeipel

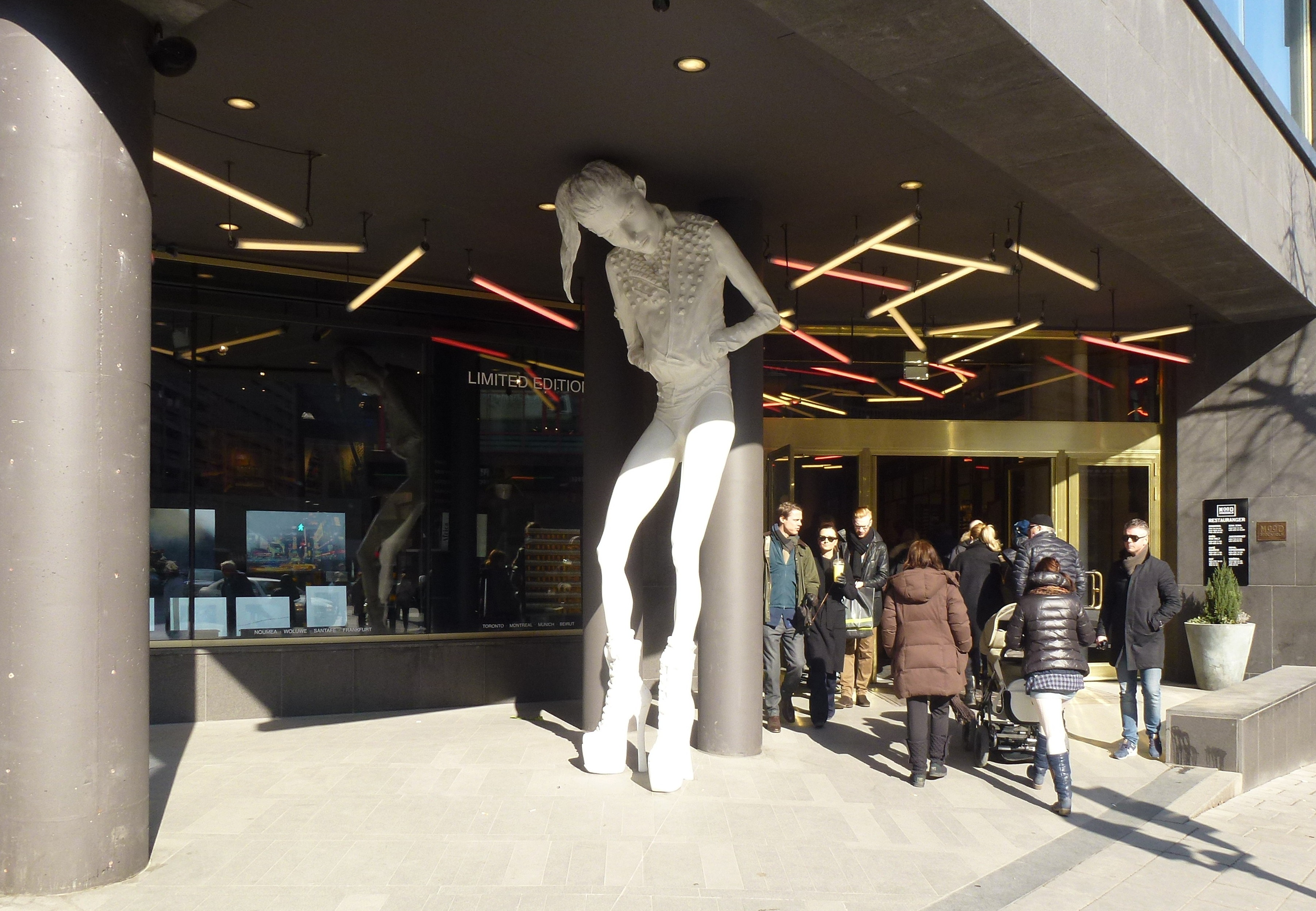
Pretty Vacant i Stockholm.

Cajsa von Zeipel, född 23 november 1983 i Göteborg, är en svensk skulptör. Sedan 2014 bor hon i New York tillsammans med sin hustru Sophie Mörner.
Cajsa von Zeipel utbildade sig på Kungliga Konsthögskolan i Stockholm 2005–2010 och på Städelschule i Frankfurt 2008–2009. Hon har gjort sig mest känd för sina överdimensionerade kvinnor av gips och jesmonite. von Zeipel  har fått kritik för att dessa skulpturer återspeglar osunda kvinnliga kroppsideal, som står för den smala kvinnokroppen till gränsen till att vara resultat av ätstörningar.
Cajsa von Zeipel tilldelades Sten A Olssons kulturstipendium år 2012. Vidare finns von Zeipel representerad bland annat vid Länsmuseet Gävleborg med verket Second Best, 2011, vid Göteborgs konstmuseum, vid Västerås konstmuseum med verket Tjejspyan, samt vid Uppsala konstmuseum med verket A Girl is a Gun. Den 5 augusti 2018 var hon värd för Sommar i P1 i Sveriges radio där hon bland annat pratade om sitt konstnärskap.
Hon gifte sig i augusti 2018 med fotografen Sophie Mörner.

## Offentliga verk i urval
- F-ble dimensions variable, 2009, Linköpings universitet.[9]
- Seconds in Ecstasy, 2009, Göteborgs Konstmuseums skulpturhall.[10]
- Pretty Vacant, 2012, MOOD Stockholm.[11]
- Hello, Goodbye, 2013, Hackefors i Linköping.[12] (Rondellkonstverk)